# Mucari-Caculama
Mucari-Caculama è una municipalità dell'Angola appartenente alla provincia di Malanje. Ha 27.079 abitanti (stima del 2006).
Il capoluogo è Mucari-Caculama.